# Песта
Пе́ста — река в России, протекает по Нейскому и Антроповскому районам Костромской области. Устье реки находится в 41 км по левому берегу реки Шуя. Длина реки составляет 12 км.
Исток реки расположен в лесах западнее деревни Мулино в 32 км к юго-западу от города Нея. Река течёт на северо-запад по ненаселённому лесу.

## Данные водного реестра
По данным государственного водного реестра России, относится к Верхневолжскому бассейновому округу, водохозяйственный участок реки — Волга от города Кострома до Горьковского гидроузла (Горьковское водохранилище), без реки Унжа, речной подбассейн реки — Волга ниже Рыбинского водохранилища до впадения Оки. Речной бассейн реки — Верхняя Волга до Куйбышевского водохранилища (без бассейна Оки).
Код объекта в государственном водном реестре — 08010300412110000014213.